# Racing Club Bafoussam
Der Racing Club de Bafoussam ist ein kamerunischer Fußballklub mit Sitz in der Stadt Bafoussam. Seine Heimspiele trägt er im 5000 Zuschauer fassenden Stade Municipal de Bamendzi aus.

## Geschichte
In der Liga gewann der seit 1950 bestehende Klub in den Jahren 1989, 1992, 1993 und 1995 die Meisterschaft. Das beste Abschneiden beim African Cup of Champions Clubs war hier bereits in der Saison 1990, als man das Viertelfinale erreichte.
Größter Pokal-Erfolg des Klubs war nach einem zweiten Platz in den Jahren 1976, 1988 und 1991 der Gewinn des nationalen Pokals im Jahr 1996. Bei Austragung der Saison 1997 des African Cup Winners’ Cup musste der Klub aber eine herbe Enttäuschung erleben, da dieser nicht rechtzeitig zum ersten Spiel antrat und von daher disqualifiziert wurde.
Nach den Erfolgreichen Jahren gerade in den 1980er und den 1990er Jahren rutschte der Klub in den späteren Jahren des Jahrzehntes in den Plätzen weiter nach unten in der Tabelle, auch wenn es hin und wieder mal doch wieder nach oben ging. So war die Teilnahme an der Champions League 2005 noch der größte Erfolg. Konnte man in der Liga in derselben Saison den Abstieg gerade noch entkommen, so ging es nach der Folgesaison 2006 nicht weiter und man stieg erstmals nach Jahrzehnten des Erfolges ab. In der Saison 2008 findet sich der Klub sogar in den Niederungen der dritten Liga wieder.
Nach einer längeren Zeit in den unteren Spielklassen gelingt dem Klub mit 64 Punkten nach der Saison 2015 in der zweiten Liga der Meistertitel und damit der Wiederaufstieg. In der Spielzeit 2016 gelingt mit 43 Punkten dann auch der Klassenerhalt. Jedoch reicht es mit 39 Punkten nach der Runde 2017 schon wieder nicht mehr und die Mannschaft muss ein weiteres Mal absteigen. Zumindest stabilisiert man sich hier sofort und nach der Saison 2020/21 gelingt es als Gewinner der Playoffs wieder aufzusteigen. Dieser Erfolg war jedoch nur von kurzer Dauer, weil das Team nach der Saison 2022 mit lediglich 13 Punkten den letzten Platz markierte und damit wieder absteigen musste.